# Larisa Kosicynová
Larisa Kosicynová, rusky Лариса Косицына (* 14. prosince 1963 Ašchabad) je bývalá sovětská atletka ruské národnosti, jejíž specializací byl skok do výšky.
V roce 1981 získala bronzovou medaili na juniorském mistrovství Evropy v nizozemském Utrechtu. Největší úspěchy své kariéry zaznamenala na halových ME, kde postupně vybojovala jednu stříbrnou a dvě bronzové medaile. V roce 1986 na evropském šampionátu ve Stuttgartu skončila na 10. místě. Na druhém ročníku MS v atletice 1987 v Římě obsadila výkonem 196 cm 5. místo.

## Osobní rekordy
- hala – (200 cm – 11. února 1988, Volgograd)
- venku – (200 cm – 16. července 1988, Čeljabinsk)